# Droga dla rowerów i pieszych

Znak C13-16 z podziałem pionowym (1)

Znak C13-16 z podziałem pionowym (2)

Znak C13-16 z podziałem poziomym

Droga dla rowerów i pieszych – konstrukcja drogowa stanowiąca szlak komunikacyjny przeznaczony do użytku przez pieszych i rowerzystów, podlegający przepisom Prawa o ruchu drogowym.
Używane określenia szlaku komunikacyjnego wykorzystywanego jednocześnie przez pieszych i rowerzystów są niejednoznaczne. Nomenklatura stosowana w Prawie o ruchu drogowym nie została ujednolicona z nomenklaturą spotykaną w prawie budowlanym w zakresie infrastruktury rowerowej.
- droga dla rowerów i pieszych – wg ustawy Prawo o ruchu drogowym[2] (określenie tożsame: droga dla pieszych i rowerów);
- droga dla pieszych i rowerzystów – wg rozporządzenia Ministrów Infrastruktury oraz Spraw Wewnętrznych i Administracji[3];
- ścieżka rowerowa z dopuszczeniem ruchu pieszych – wg rozporządzenia Ministra Transportu i Gospodarki Morskiej[4];
- droga przeznaczona do ruchu rowerów albo rowerów i pieszych – wg ustawy o drogach publicznych[5];
- ścieżka pieszo-rowerowa – wg rozporządzenia Ministra Transportu i Gospodarki Morskiej[6];
- ciąg pieszo-rowerowy – wg dokumentacji technicznej w budownictwie drogowym[7][8];
- droga pieszo-rowerowa – wg dokumentacji technicznej w budownictwie drogowym[9][10].

Prawo o ruchu drogowym nie rozgranicza ciągu pieszo-rowerowego od drogi pieszo-rowerowej, stosując jedno ogólne określenie: droga dla rowerów i pieszych, chociaż za pomocą drogowych znaków nakazu C13-16 występujących w trzech wersjach, różnicuje jednak  używane wspólnie przez rowerzystów i pieszych szlaki komunikacyjne w zależności od ich konstrukcji i pełnionej funkcji.
Określenia: ciąg pieszo-rowerowy oraz droga pieszo-rowerowa są natomiast często stosowane w dokumentacji technicznej w budownictwie drogowym, choć niejednolicie i niekonsekwentnie. Ciąg pieszo-rowerowy przeważnie dotyczy konstrukcji drogowej składającej się z dwóch pasm: chodnika i równolegle biegnącej drogi dla rowerów, gdzie obowiązuje separacja ruchu pieszego i rowerowego (znaki C13-16 z podziałem pionowym). Z kolei droga pieszo-rowerowa, choć niekiedy występuje zamiennie z ciągiem pieszo-rowerowym, to zwykle oznacza jedno pasmo komunikacyjne, przeznaczone dla obu rodzajów użytkowników, pełniące funkcje zarówno chodnika, jak i ścieżki rowerowej, gdzie nie obowiązuje separacja ruchu (znak C13-16 z podziałem poziomym). Zamieszanie w nazewnictwie zwiększone jest przez określanie jednej i drugiej drogi komunikacyjnej ścieżką pieszo-rowerową.